# ریبرا دوندارا
ریبرا دوندارا (به اسپانیایی: Ribera del Dondara) یک منطقهٔ مسکونی در اسپانیا است که در سگرا واقع شده‌است. ریبرا دوندارا ۵۴٫۵ کیلومتر مربع مساحت دارد.